# Головашко, Фёдор Павлович
Фёдор Па́влович Голова́шко (22 июня 1923, Быково, Ново-Николаевская губерния — 19 апреля 1981, Одесса) — Герой Советского Союза, ведущий лётчик-испытатель ядерного оружия, командир экипажа самолёта-носителя Ту-16, майор.
Совершил 20 ноября 1955 года первую в истории авиации вынужденную посадку с термоядерным устройством на борту, в связи с невозможностью его управляемого сброса.

## Биография
Родился в 1923 году в селе Быково (ныне в Новосибирском районе Новосибирской области). Русский. Член КПСС с 1951 года. Участник Великой Отечественной войны в составе авиации дальнего действия. В 1952 году переведён в авиационный полк смешанного состава, привлечённый к исследовательским работам по совершенствованию атомной и водородной бомб.
Указом Президиума Верховного Совета СССР от 11 сентября 1956 года за мужество и героизм, проявленные при проведении воздушных ядерных испытаний ведущему лётчику самолёта-носителя Ту-16 майору Фёдору Павловичу Головашко присвоено звание Героя Советского Союза с вручением ордена Ленина и медали «Золотая Звезда» (за номером 10846).
С 1961 года полковник Ф. П. Головашко — в запасе. Жил в Одессе. Скончался 19 апреля 1981 года. Похоронен на 2-м христианском кладбище города.